# The Adventures of a Madcap
The Adventures of a Madcap è un cortometraggio muto del 1915. Il nome del regista non viene riportato nei credit.

## Produzione
Il film fu prodotto dalla Balboa Amusement Producing Company. Venne girato a Long Beach, la cittadina californiana sede della casa di produzione.

## Distribuzione
Distribuito dalla Pathé Exchange, il film - una pellicola in quattro bobine - uscì nelle sale cinematografiche statunitensi il 3 novembre 1915.